# Erik Winnberg
Erik Winnberg, född 22 juli 1895 i Östersund och död 5 maj 1981, var en svensk längdåkare som tävlade under 1920-talet. Winnberg deltog i OS 1924 och slutade på tionde plats på 18 kilometer i längdåkning.